# Патуцци, Гаэтано Лионелло
Гаэтано Лионелло Патуцци (итал. Gaetano Lionello Patuzzi; 13 сентября 1841, Бардолино — 27 июля 1909, Верона) — итальянский поэт, прозаик, филолог и переводчик.

## Биография
Учился в Вероне, в 1860 году по политическим причинам перебрался в Милан. Вернувшись в Верону после присоединения её к объединённой Италии, многие годы преподавал итальянскую литературу, в 1888 году был избран в Веронскую академию земледелия, науки, литературы, искусства и коммерции, в 1895—1896 гг. исполнял обязанности её президента. Опубликовал роман «Полёт Икара» (итал. Volo d'Icaro; 1876), повести «Пост» (итал. Una quaresima; 1868) и «Почему?» (итал. perché; 1883), сборники стихов «Зелень» (итал. Erbucce; 1875) и «Мыльные пузыри» (итал. Bolle di sapone; 1875), и т. д. Перевёл на итальянский язык роман А. К. Толстого «Князь Серебряный» (в соавторстве с Логином Задлером, 1872, переиздание 1874).
Как филолог напечатал книгу о сборнике стихов Джозуэ Кардуччи «Новые стихотворения Энотрио Романо» (1873), опубликовал учебное пособие для школьников «О языке и стиле» (итал. Della lingua e dello stile; 1880) и другие работы.
Личная библиотека и архив Патуцци хранятся в муниципальной библиотеке Вероны.